# Phiala pulverea
Phiala pulverea är en fjärilsart som beskrevs av William Lucas Distant 1903. Phiala pulverea ingår i släktet Phiala och familjen Eupterotidae. Inga underarter finns listade i Catalogue of Life.